# Growling Mad Scientists
Growling Mad Scientists oder GMS ist ein Psytrance-Projekt aus Barcelona.
Das Projekt wurde 1995 von Shajahan Matkin und Josef Quinteros gegründet. Temporäre weitere Mitglieder waren Sebastian Claro und Jacob Biton. 2018 starb Quinteros an Krebs.

## Diskografie
- 1997: Chaos Laboratory (Hadshot Haheizar)
- 1998: The Growly Family (TIP Records)
- 1999: GMS Vs. Systembusters (Spun Records)
- 2000: Tri-Ball University (TIP Records)
- 2000: The Hitz (TIP Records)
- 2002: No Rules (Spirit Zone Records)
- 2003: The Remixes (Spun Records)
- 2005: Emergency Broadcast System (Spun Records)
- 2009: The Remixes Vol2 (Starbox)
- 2018: Tampered Diversity (Future Music Records)
- 2020: Full On (Split-Album mit Stryker, United Beats Records)
- 2020: The G.M.S. Experiment (Stereo Society)